# Abercrombie & Fitch
Pour les articles homonymes, voir Abercrombie et Fitch.
Abercrombie & Fitch est une entreprise américaine de prêt-à-porter basée dans l'Ohio et fondée en 1892 par deux hommes, David Thomas Abercrombie et Ezra Hasbrouck Fitch. Elle cible principalement les adolescents et jeunes adultes. En 2011, le groupe possédait un millier de magasins répartis dans une dizaine de pays environ. Ses trois marques sont Abercrombie & Fitch, Hollister Co. et Gilly Hicks. Le groupe comprenait aussi la marque Ruehl No.925 qui a fermé tous ses magasins au début de l'année 2010.

## Historique
Le groupe Abercrombie & Fitch ne porte que le nom d'une compagnie fondée en 1892 par David T. Abercrombie et Ezra H. Fitch. En effet, le premier magasin Abercrombie & Fitch vit le jour en 1892 à Manhattan, à New York. Il était spécialisé dans la vente d'articles de randonnée et était réputé pour ses fusils de chasse, ses cannes à pêche et ses tentes, bien loin de l'image actuelle du groupe. En 1976, Abercrombie & Fitch se déclara en faillite et ferma définitivement les portes de son magasin en 1977.
Le nom de ce magasin fut repris peu de temps après, en 1979, par une chaîne de magasins basée à Houston : Oshman's Sporting Goods. Cette compagnie relança la vente par correspondance de vêtements de chasse et d'articles de fantaisie. Elle ouvrit également des magasins à Beverly Hills, Dallas et New York. Oshman's vendit finalement le nom de la compagnie et ses activités en 1988 au groupe The Limited, une chaîne de vêtements basée à Columbus, dans l'Ohio.
1992 reprise par Mike Jeffries, de cette chaîne centenaire, il la change radicalement, en lançant une ligne sportswear inspirée de l’Ivy League (les universités d’élite du Nord-Est des États-Unis) et en adoptant une communication sexy et politiquement incorrecte. La version actuelle d'Abercrombie & Fitch vend principalement des vêtements et se décrit comme une marque de « Casual Luxury », c'est-à-dire de « luxe décontracté ».
Depuis 1997, la compagnie attire l'attention, grâce à sa publicité mais également ses buzz négatifs sur ses procès basés sur le style de ses vêtements et sa politique de recrutement. La compagnie a été accusée entre autres de promouvoir la sexualisation précoce des jeunes filles en vendant des strings en taille dix ans et des hauts de bikinis rembourrés en taille sept ans.
En 2005, Abercrombie a dû verser 50 millions de dollars (37,8 millions d’euros) dans le cadre d’une procédure judiciaire pour discrimination. La société était accusée d’avoir refusé l’embauche de candidats Afro-Américains ou latinos, ou de les avoir cantonnés à des postes non visibles par la clientèle.
Et c'est en 2013 que la marque a décidé de ne plus commercialiser de vêtements de couleur noire car « le noir n'est pas une couleur adaptée au style décontracté de nos créations. Les teintes foncées sont, à nos yeux, réservées à des tenues plus formelles, et idéales pour les smokings » déclare la marque dans un communiqué.
En décembre 2014, le PDG de la marque, Mike Jeffries démissionne. Depuis c'est Fran Horowitz (en) qui dirige la marque,.

## Caractéristiques
La marque est caractérisée aujourd'hui[Depuis quand ?] par des t-shirts et polos ainsi que des jeans de style vintage (vintage ici signifiant que ces jeans sont vieillis artificiellement).
Le logo représentant la marque Abercrombie & Fitch est un petit élan. On peut le retrouver sur la plupart des modèles bien que celui-ci ait tendance à disparaitre.
Les magasins présentent la particularité d'être plongés dans l'obscurité. La musique y est très forte et les quelques morceaux sélectionnés tournent en boucle. Les vendeurs sont des mannequins, parfois torse nus, avec lesquels il est possible de prendre des photographies. Les vêtements sont parfumés, ainsi que le sac lorsqu'un achat est effectué. Tout ceci contribue à une ambiance particulière caractéristique de la marque, ambiance parfois décriée,.

## Performances économiques
En 2008, la marque réalise un chiffre d'affaires de 3,54 milliards de dollars (2,5 milliards d'euros) dans environ 1 000 magasins, les 3/4 se trouvant aux États-Unis.
Au premier semestre 2011, la capitalisation boursière de la marque était supérieure à 6 milliards de dollars, mais celle-ci fluctue régulièrement, au même titre que le chiffre d'affaires.

## Marketing et publicité
Abercrombie & Fitch est connue pour son marketing basé sur des photographies osées prises par Bruce Weber. Elles mettent en scène des hommes et femmes à moitié dénudés. La compagnie ne met en scène que les employés de ses magasins pour ses campagnes de publicité. Les directeurs de casting, normalement basés au siège social, voyagent dans les magasins-clés de la compagnie à travers les États-Unis et en Europe, afin de chercher celui ou celle qui sera la nouvelle égérie de la marque. La compagnie utilise son site Internet pour promouvoir ces séances de casting et de photos. Les copies exposées dans les magasins portent parfois le nom du mannequin et le magasin où il/elle travaille.

La marque "Casual Luxury".

 L'image et les valeurs d'Abercrombie & Fitch sont basées sur un concept de mode de vie internationalisé, proche des marques du secteur du luxe. La compagnie a commencé à véhiculer une image haut de gamme après l'ouverture en 2005 d'un magasin « phare » sur la Cinquième Avenue à New York, aux côtés de Prada et d'autres marques prestigieuses. Après avoir utilisé des matériaux de qualité supérieure dans la confection de ses vêtements et les avoir vendus à des prix proches de ceux proposés par le secteur du luxe pendant des années, la compagnie a déposé la marque Casual Luxury. Un dictionnaire fictif en donne plusieurs définitions telles qu'une compagnie « utilisant le meilleur cachemire, les cotons les plus doux et les plus résistants ainsi que la plus haute qualité de cuir pour offrir le nec plus ultra à des vêtements ajustés et décontractés » et « mettant en œuvre et/ou incorporant les meilleures chaînes de fabrication pour produire des jeans de la plus grande exclusivité… » Cette image haut de gamme a permis à Abercrombie & Fitch d'ouvrir des magasins à l'international, sur des artères prisées telles que les Champs-Élysées. La compagnie contribue à maintenir cette image en réalisant des publicités.

## Magasins et marques

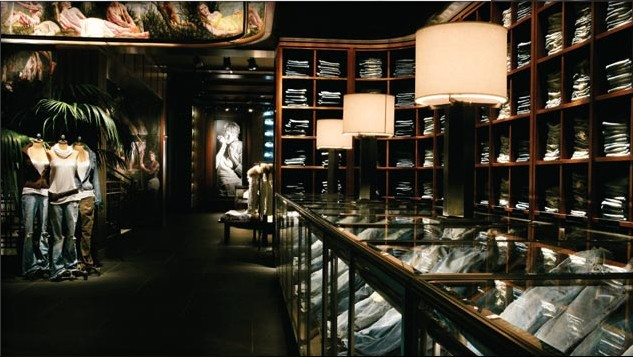
Intérieur d'un magasin Abercrombie & Fitch.

L'extérieur des magasins est généralement caractérisé par une façade comportant des moulures et des vitrines masquées par des persiennes. L'intérieur est baigné dans une semi-obscurité, les articles proposés à la vente sont éclairés grâce à des plafonniers et des spots. Afin de créer une ambiance jeune et dynamique, de la dance est diffusée à des niveaux pouvant atteindre 90 décibels[Information douteuse], niveau comparable aux nuisances des engins de construction et nuisible pour les capacités auditives.
La compagnie gère plus de 1 000 magasins, répartis entre ses quatre marques. La marque Abercrombie & Fitch possède plus de 300 magasins aux États-Unis. Les magasins Abercrombie & Fitch sont généralement établis sur des surfaces allant de 560 à 3 300 m2. Le groupe annonce l'ouverture de nouveaux magasins Abercrombie & Fitch dans plusieurs endroits du monde.
Le groupe possède trois autres marques qu'Abercrombie & Fitch. Bien qu'elles soient souvent considérées comme des filiales, ces marques ne sont pas indépendantes et sont exploitées comme des divisions de la compagnie.

### Abercrombie kids
La marque est définie comme « Classic Cool » par le groupe. Il s'agit de la version d'Abercrombie & Fitch pour les enfants de sept à quatorze ans.

### Hollister Co.
Hollister Co. est définie comme « SoCal » (Southern Californian). Elle propose des articles moins chers qu'Abercrombie & Fitch et vise les adolescents ainsi que les jeunes adultes.

### Gilly Hicks
Gilly Hicks est une sous-marque du groupe Abercrombie & Fitch, spécialisée dans la vente de maillots de bain et de sous-vêtements, lancée en 2007.
La marque est définie comme « Cheeky Cousin », c'est-à-dire le « cousin provocateur » d'Abercrombie & Fitch. Elle propose des sous-vêtements et des tenues d'intérieur pour les femmes de dix-huit ans et plus. Le premier point de vente de la marque ouvre en janvier 2008 à Natick. En Europe, c'est à Londres deux ans plus tard que Gilly Hicks s'installe. En novembre 2013, Abercrombie & Fitch annonce la fermeture des boutiques ; la marque est alors uniquement vendue sur internet. Six ans plus tard, Gilly Hicks revient à des points de vente physiques par la présence de pop up stores aux États-Unis.

### Ruehl No.925
La marque était la plus chère du groupe et visait les consommateurs jeunes diplômés, âgés de 22 à 35 ans. Les ventes étaient décevantes et le groupe Abercrombie & Fitch a décidé de fermer toutes les enseignes Ruehl No.925 fin 2009.

## Développement
Le groupe estime qu'Abercrombie & Fitch a atteint son potentiel maximum de vente sur le territoire américain. L'expansion à l'international a commencé en 2006 avec pour but, d'ouvrir des boutiques « phares », après mûre réflexion, sur les artères prestigieuses des grandes villes de la planète[réf. nécessaire].
Après avoir ouvert quelques magasins à un rythme délibérément lent, le groupe a accéléré l'expansion internationale de ses magasins Abercrombie & Fitch et Hollister Co. Ayant remarqué la bonne rentabilité de ses magasins basés à l'étranger, le groupe envisage d'ouvrir environ quinze nouveaux magasins « phares » en Europe et en Asie durant l'année 2012[réf. nécessaire]. La compagnie espère réaliser 30 % de ses ventes à l'étranger d'ici à la fin de l'année 2012[réf. nécessaire].

### Canada
L'implantation du groupe au Canada continue, avec de nouveaux magasins Abercrombie & Fitch, abercrombie et Hollister Co.
- Etobicoke : Sherway Gardens (ouvert en 2005)
- Toronto : Eaton Centre
- Edmonton : West Edmonton Mall
- Calgary : Chinook Centre (ouvert le 29 septembre 2010)

### Europe
Le groupe s'est lancé sur le marché européen en 2007 avec l'ouverture d'un magasin Abercrombie & Fitch à Londres. Depuis, il a ouvert des magasins en Italie, au Danemark, en France, en Espagne, en Allemagne et en Belgique, comme à :
- Milan : Corso Giacomo Matteotti 12 (ouvert le 29 octobre 2009)[17]
- Paris : 23 avenue des Champs-Élysées (ouvert le 19 mai 2011)(Fermé[18])[19]
- Bruxelles : 20 boulevard de Waterloo (ouvert le 8 décembre 2011)[20]

### Asie
Tout comme l'Europe, l'Asie représente un marché intéressant à conquérir. Après avoir ouvert le premier magasin Abercrombie & Fitch à Tokyo, les efforts se portent sur le marché chinois et japonais où la consommation est forte. À l'ouverture d'Abercrombie & Fitch à Tokyo, Kensuke Kojima[Qui ?] rapporte que « l'image d'élite masculine blanche, protestante et anglo-saxonne, véhiculée par Abercrombie ne correspond pas à la tendance actuelle du marché japonais ».

### Amérique latine
Le premier magasin Abercrombie & Fitch en Amérique latine est situé à San Juan, sur l'île de Porto Rico.
- San Juan : Centre commercial Plaza Las Américas (ouvert le 15 décembre 2010)

## Controverses
Au cours des années 2000, plusieurs controverses apparaissent sur les gammes de produits vendus, mais également sur le recrutement du personnel. Celles-ci entrainent la décennie suivante une chute des ventes et des profits.

### Controverses liées aux vêtements
En 2011, la marque doit retirer de la vente un maillot de bain à destination des fillettes « dès 7 ans » et rembourré au niveau de la poitrine, à la suite de nombreuses critiques dénonçant la sexualisation précoce des petites filles.
Un autre scandale a également éclaboussé la marque lorsqu'un manager a révélé que les produits retournés par les clients étaient systématiquement détruits malgré les demandes d'associations humanitaires pour les récupérer. « Abercrombie ne veut pas laisser penser que n'importe qui, une personne pauvre, peut porter ses vêtements », estime un employé de la marque.
Abercrombie & Fitch suscite la polémique lorsqu'il sort des vêtements de tailles XXXS ce qui revient au même tour de taille que pour des jupes 8 ans (58,5 cm). Ces nouvelles tailles faisaient l'éloge de la maigreur des mannequins ou stars hollywoodiennes. Elles ont par la suite été retirées en 2012.
En 2013, une polémique est lancée lorsque le PDG Mike Jeffries refuse de commercialiser de vêtements au-delà de la taille 40 car « il ne veut pas de gros dans ses magasins. Il veut des personnes minces et belles ». le XL et XXL sont bannis des rayons. Après la mise en œuvre d'une pétition signés par plus de 80 000 internautes la marque finit par revenir sur son choix et accepter de nouveau les vêtements XL et XXL,.
Les campagnes de publicité de la marque reçoivent aussi de larges échos négatifs sur les réseaux sociaux. Pétitions pour l'élargissement des tailles, parodies des images publicitaires, lettre ouverte, bad buzz, sont largement relayés et obligent l'entreprise à réagir à plusieurs reprises.

### Controverses liées au management
La politique de recrutements d'Abercrombie & Fitch a été critiquée à plusieurs reprises,,, ainsi que les méthodes de management employées par la marque,,.
En avril 2005, un recours collectif aux États-Unis des plaignants accusent Abercrombie and Fitch de ne pas avoir été embauchés en raison de leur origine et d'avoir placé, pour cette même raison, des employés à des postes où ils ne pouvaient être en contact avec les clients de la marque. La marque, bien qu'elle ait nié ces accusation, a versé 50 millions de dollars pour mettre fin à la procédure. « Nous embauchons des gens beaux parce qu'ils attirent d'autres gens beaux » explique alors Mike Jeffries.
En 2009, au Royaume-Uni, une employée portant une prothèse à l'avant bras et qui avait l'autorisation de porter des manches longues a été licenciée lorsqu'elle a n'a pas voulu porter des manches courtes à la saison estivale ; Abercrombie and Fitch est finalement condamné.
En France, le Défenseur des droits s'auto-saisit en 2013 à propos des conditions de recrutement de la marque, mettant en avant qu'elle semble se fonder sur « des critères discriminatoires et notamment l'apparence physique ». Le processus de recrutement comprend la vérification de la taille devant un gabarit, permettant de jauger si le candidat correspond aux critères de taille. Bien que ce ne soit pas spécifié, l'âge semble être également un critère, la moyenne étant autour de 22 ans ; l'entreprise s'en défend arguant que « les emplois partiels et peu rémunérés n'incitent pas les individus plus âgés à postuler ». En parallèle, alors que le turn-over puis l'absentéisme deviennent importants, l'inspection du travail multiplie les contrôles du magasin des Champs-Élysées et dans les boutiques Hollister, surveillant les conditions de travail.

### Destruction de vêtements
Les produits retournés par les clients sont systématiquement détruits, quel que soit le défaut. Plusieurs associations se sont pourtant adressées à l’enseigne pour obtenir des dons, mais, selon un responsable de l'entreprise : « Abercrombie and Fitch ne veut pas laisser penser que n’importe qui, une personne pauvre, peut porter ses vêtements. Seules les personnes d’une certaine stature peuvent acheter et porter le nom de la compagnie. »

### Écarts salariaux
Abercrombie & Fitch compte parmi les entreprises américaines dont les écarts salariaux sont les plus extrêmes. En 2013, l’écart va de 1 à 1 640 entre le salaire moyen d'un employé et celui du PDG.

## Sources
- Thiébault Dromard, « Les accrocs d'Abercrombie », Challenges, no 414,‎ 18 décembre 2014, p. 58 à 59 (ISSN 0751-4417)

### Documentaire
- White Hot[36]